# アケボノスミレ
アケボノスミレ（曙菫、学名：Viola rossii）はスミレ科スミレ属の多年草。

## 特徴
無茎の種。高さは10-15cmになる。地下茎は太く、水平に伸長し、節が多く節間は短い。葉は円心形。長さ3-8cmになる葉柄があり、2-5個が束生し、花時には展開せず内側に巻き込みんで菱形になり、花後に展開する。花後の葉身はやや質が厚く、卵状心形で、長さ4-12cm、先は漸尖形、基部は深い心形、縁には円い鋸歯がある。葉の表面は鮮緑色で、両面ともに毛が生える。基部にある托葉は離生し、長さ7-10mmになり、披針形または狭三角形で膜質、褐色をしている。果時の葉柄は長さ15(-20)cmに達する。
花期は3-5月。展開する前の葉間から花柄を伸ばし花をつける。花柄は長さ10-15cmになる。花は径約2-2.5cm、紅紫色または淡紅紫色をしている。花弁は長さ15-20mm、先端は円く、側弁の基部は毛が生えないか、まばらに毛が生える。唇弁の距は短く、長さ3-4mmで先が円い嚢状。萼片は長楕円状披針形で、その後部の付属体は全縁か浅く2裂する。雄蕊は5個あり、花柱はカマキリの頭形になり、上部の両翼が左右に短く張り出す。果実は卵状の蒴果、先端はとがり長さ1-1.5cmになり、紫色の斑点がある。染色体数は2n=24。

## 分布と生育環境
日本では、北海道（渡島半島）、本州、四国、九州に分布し、太平洋側の山地の夏緑樹林の林床や林縁に生育する。少し乾き気味の林内で見かけることが多い。国外では、朝鮮半島、中国大陸（東北部）に分布する。

## 名前の由来
和名のアケボノスミレは「曙菫」の意で、花色を夜明けの空色にたとえたもの。
種小名（種形容語）rossii は、「採集家ロッスの」の意味。

## ギャラリー

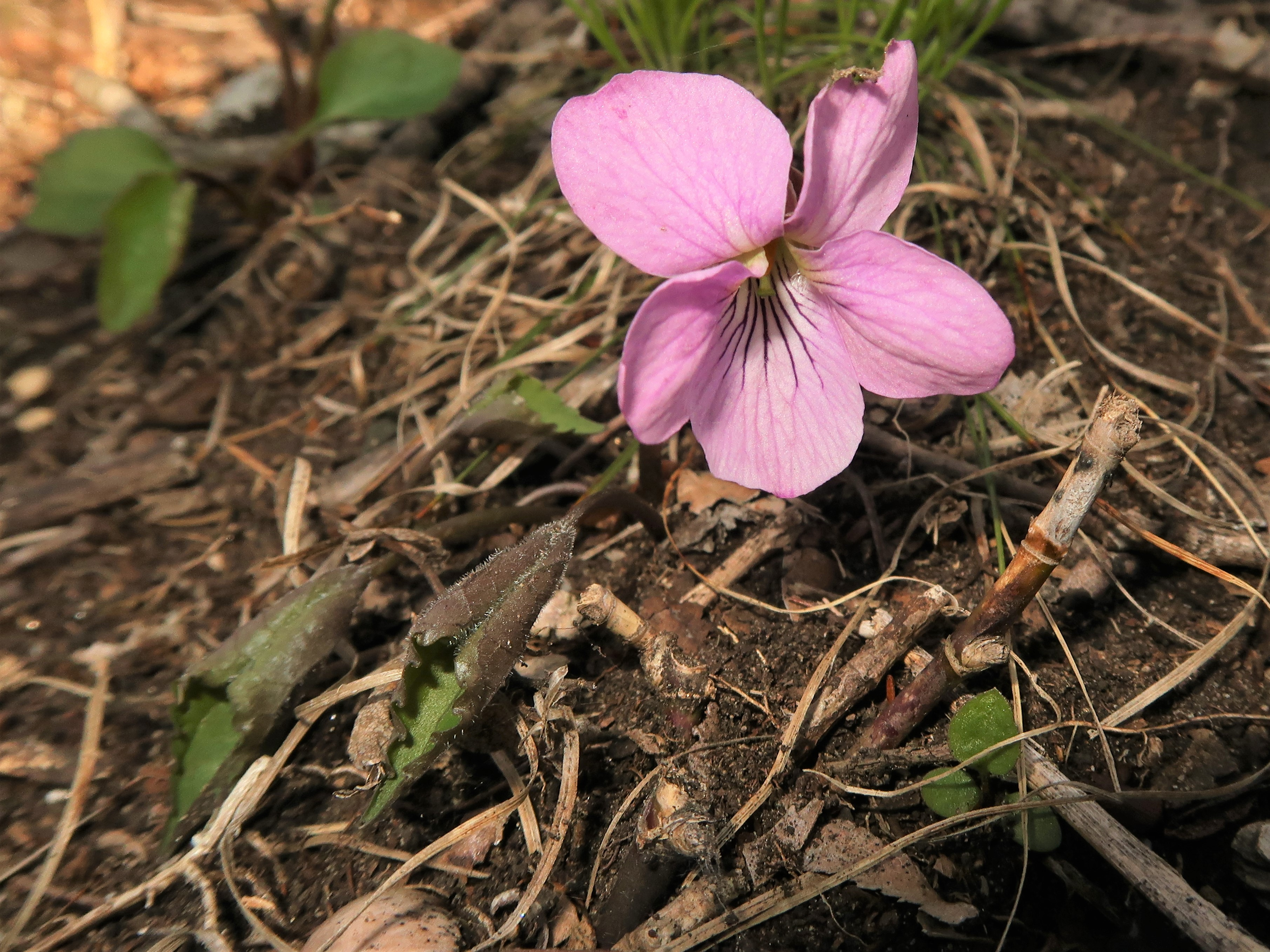
開花時は、葉は内側に巻き込んでいる。
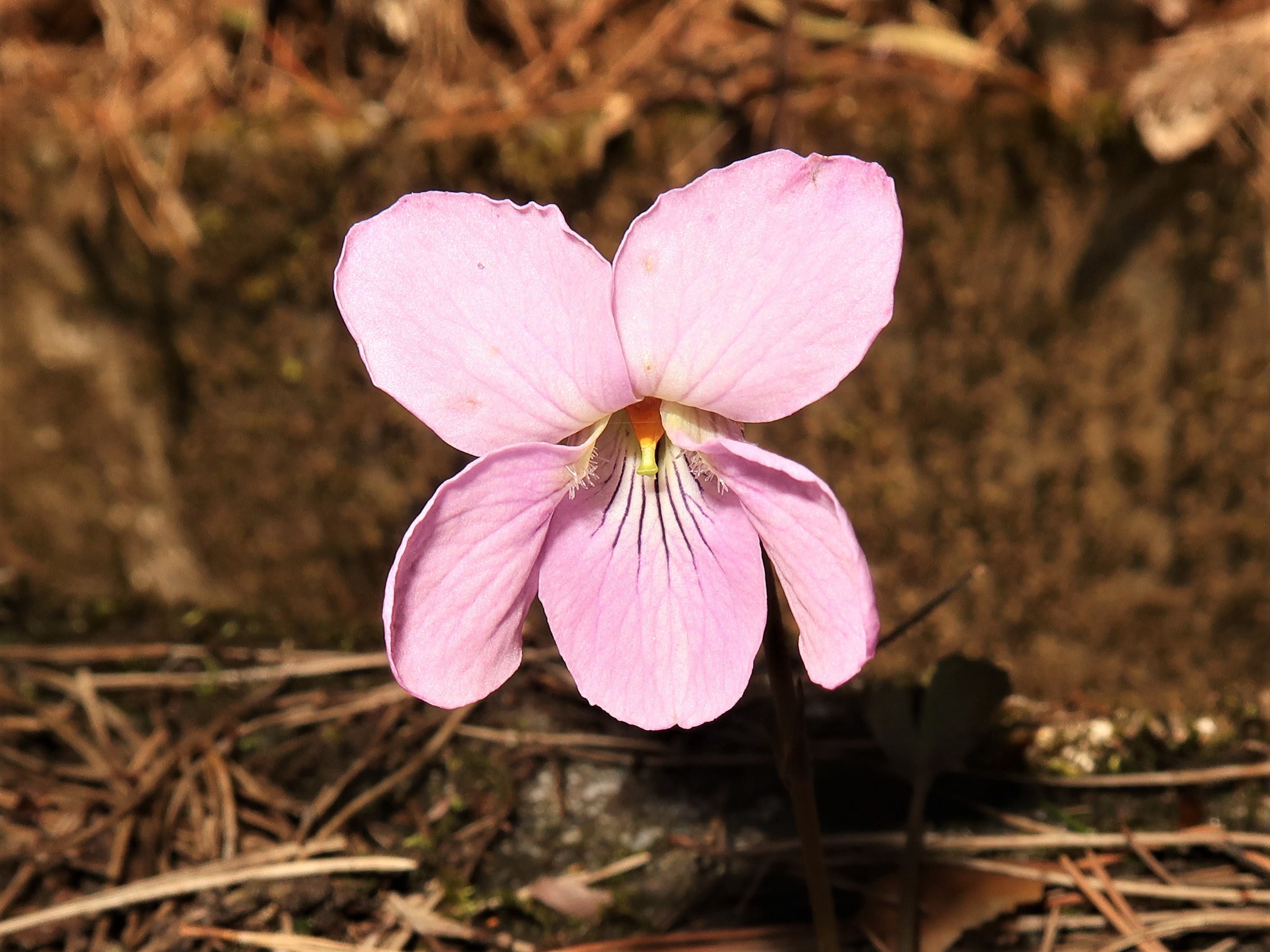
側花弁の基部にまばらに毛が生える。無毛の場合もある。
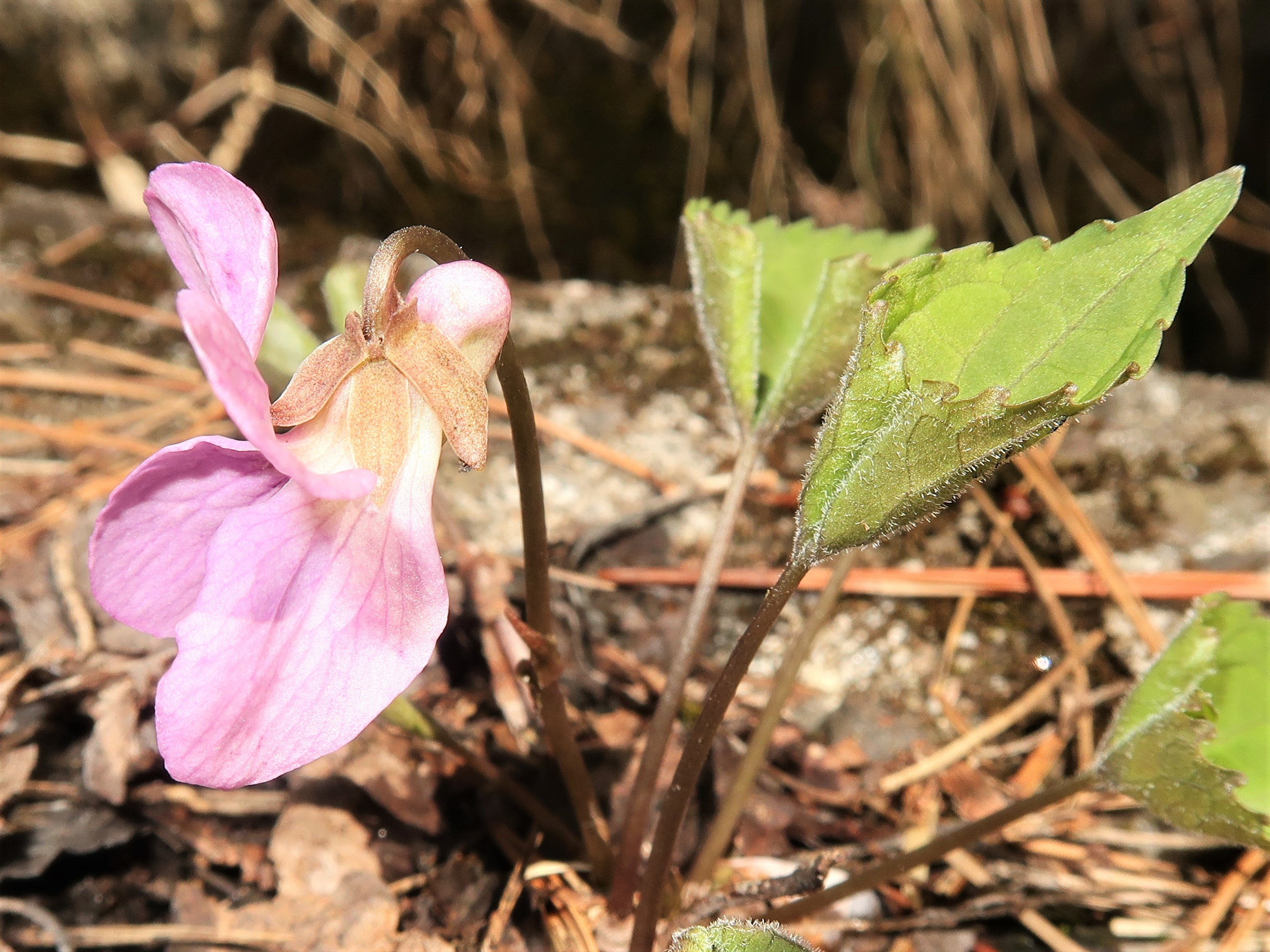
距は短く先は円い。萼片の後部の付属体は全縁か鋸歯がある。葉はなかば展開している。
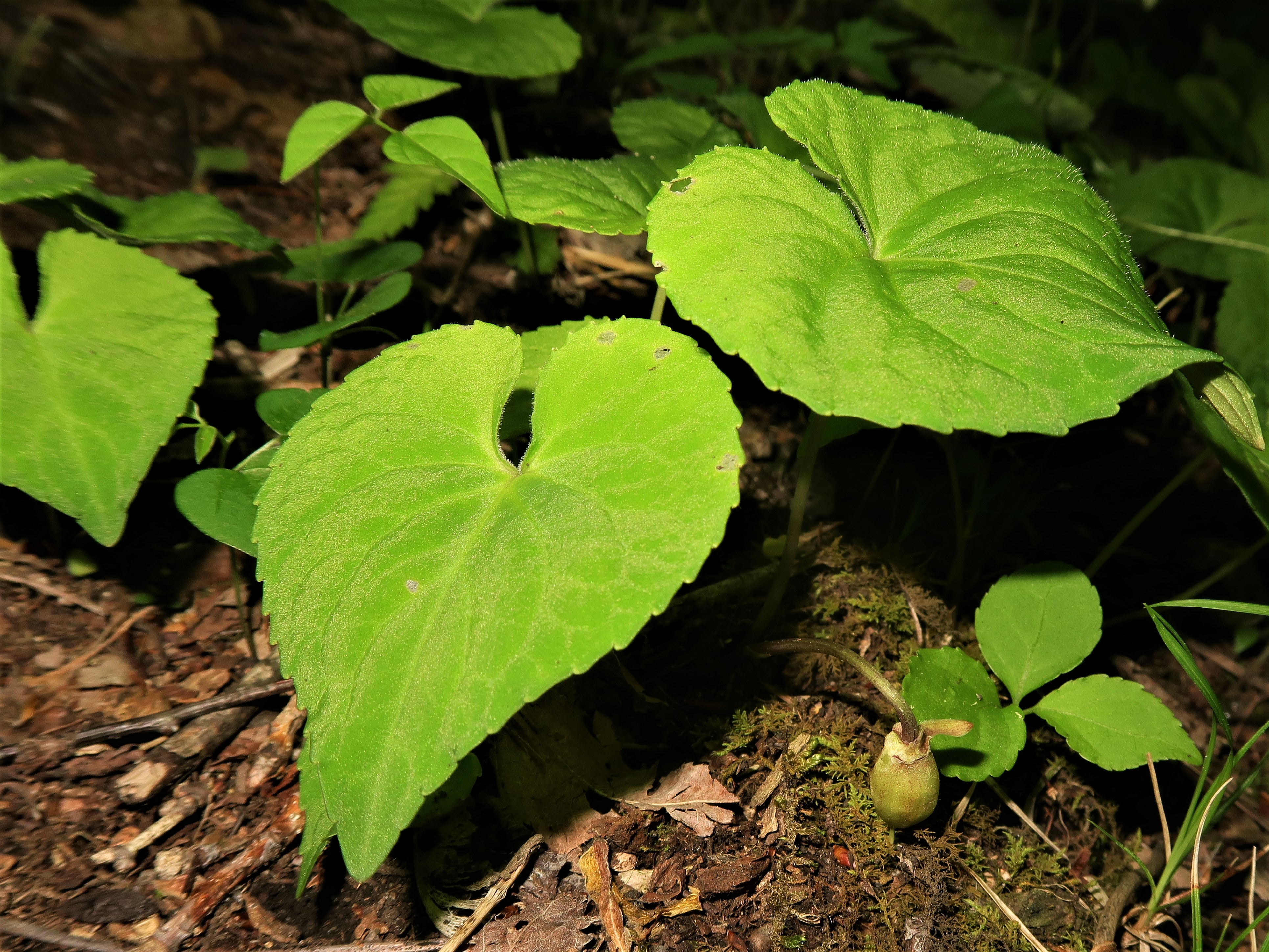
花後、展開した葉と果実。

## 下位分類
- クロバナアケボノスミレ Viola rossii Hemsl. f. atropurpurea (Nakai) F.Maek.[7] - 濃紫色の花をつける品種[2]。品種名 atropurpurea は「黒紫色の」の意味[8]。
- シロバナアケボノスミレ Viola rossii Hemsl. f. lactiflora (Nakai) Hiyama ex F.Maek. - 白花品種[2]。品種名 lactiflora は「乳色の花の」の意味[9]。